# 野崎産業

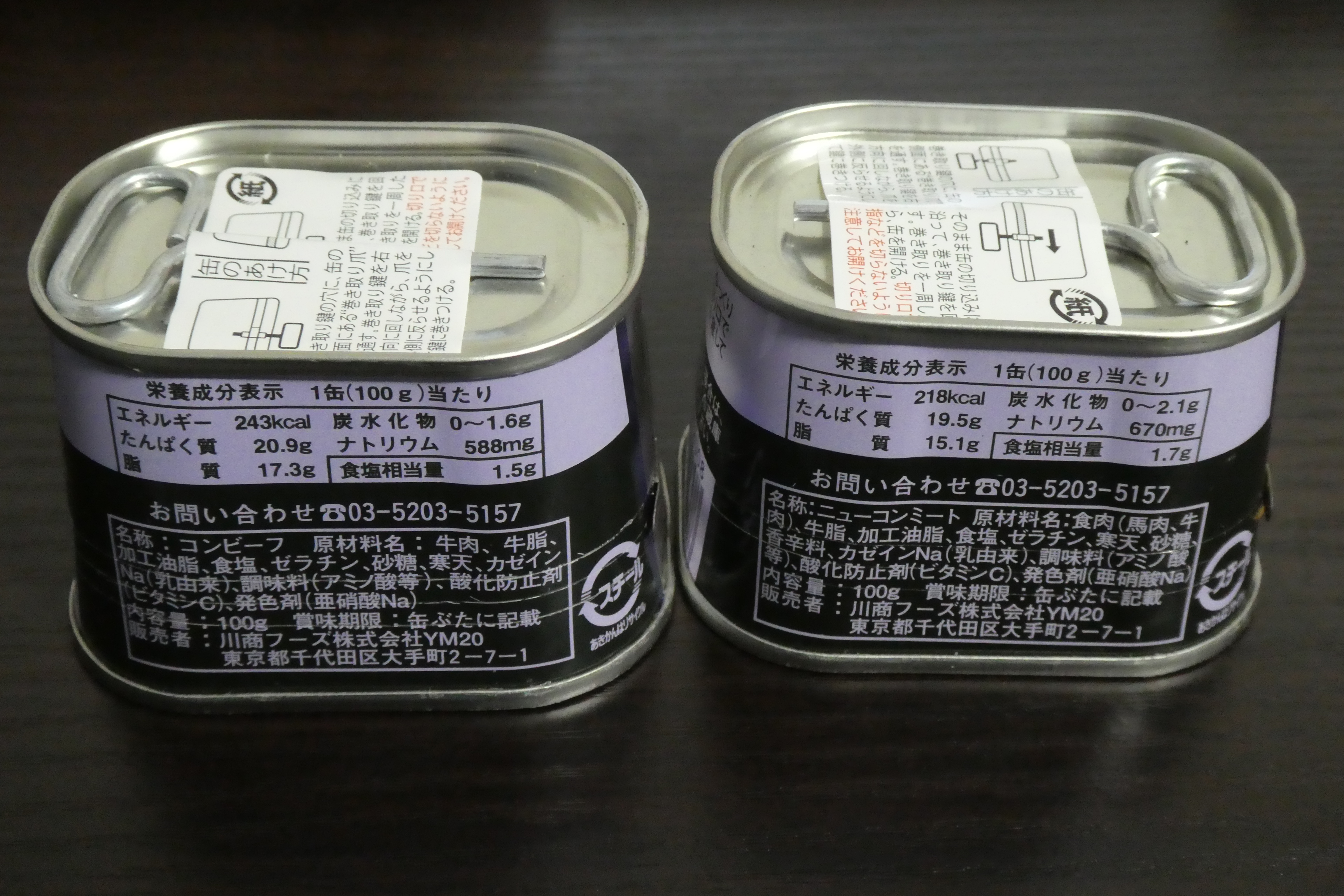
ノザキのコンビーフ・ニューコンミート（枕缶）

野崎産業株式会社（のざきさんぎょう）は、かつて存在した日本の商社。

## 沿革
- 1893年（明治26年）- 睦商会として創業。
- 1935年（昭和10年）- 野崎商店を設立。
- 1943年（昭和18年）- 野崎産業株式会社と改称。
- 1948年（昭和23年）- 「ノザキのコンビーフ」を発売[1]。「ノザキのコンビーフ」は現在、川商フーズが販売を行っている。
- 1951年（昭和26年）- セスナの日本総代理店となる。
- 1952年（昭和27年）- 航空機部を設立。
- 1954年（昭和29年）- 繊維貿易部門を帝人商事株式会社に業務継承。[2]
- 1999年（平成11年）- 川鉄商事と合併[1]。